# Suppôts de Midas
Suppôts de Midas (titre original : The Minions of Midas) est une nouvelle américaine de Jack London publiée aux États-Unis en 1906.

## Historique
La nouvelle est publiée initialement dans le Pearson's Magazine en mai 1901, avant d'être reprise dans le recueil Moon-Face & Others Stories en septembre 1906.

## Résumé
Le 17 août 1899, Mr. Eben Hale, un baron de la finance, reçoit une lettre lui réclamant vingt millions de dollars. Dans le cas où il ne paierait pas, un travailleur inconnu sera exécuté. Cette lettre est signée par les suppôts de Midas « un roi maudit qui transformait tout ce qu'il touchait en or. Nous avons fait de son nom notre emblème. »

Idée astucieuse, mauvaise plaisanterie...

## Éditions

### Éditions en anglais
- The Minions of Midas, dans le Pearson's Magazine, mai 1901.
- The Minions of Midas, dans le recueil Moon-Face & Others Stories, un volume chez  The Macmillan Co, New York, septembre 1906

### Traductions en français
- Les Favoris de Midas, traduit par Louis Postif in Les Temps maudits, recueil, U.G.E., 1973.
- Les Morts concentriques, traduit par Louis Postif, in Les Morts concentriques, recueil, Retz-Ricci, 1978.
- Coup pour coup, traduit par Philippe Mortimer, Éditions Libertalia, octobre 2015.
- Les Suppôts de Midas, traduit par Clara Mallier, Gallimard, 2016[2].

## Sources
- « Bibliographie de Jack London », sur jack-london.fr (consulté le 16 mai 2024)